# Grzybica strzygąca

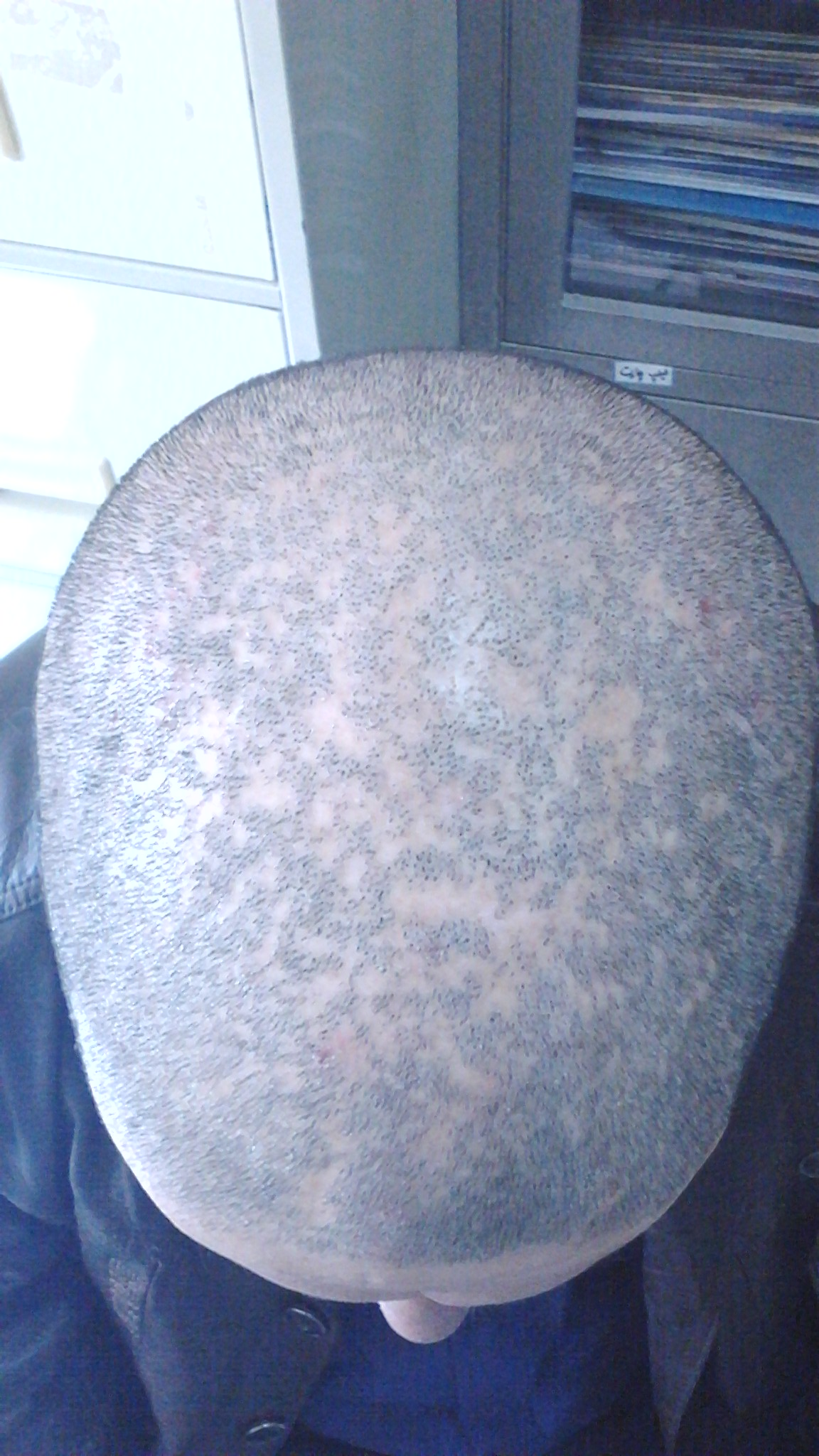

Grzybica strzygąca (tinea capitis trichophytica) – jedna z postaci grzybicy skóry głowy. Według badań europejskich wywoływana jest głównie przez dermatofity z rodzaju Trichophyton: Trichophyton tonsurans, Trichophyton violaceum. Badania amerykańskie wykazują, że większość przypadków tej choroby powodują Microsporum audouinii i Trichophyton tonsurans, zaś Trichophyton violaceum i Trichophyton soudanense dominują w krajach afrykańskich, w USA były przyczyną tylko nielicznych przypadków tej choroby.

## Objawy
Ma dwie odmiany: powierzchniową i głęboką. Postać powierzchniowa wyróżnia się charakterystycznymi wykwitami. Są to okrągłe, wyraźnie ograniczone ogniska, w których obrębie widać krótko, tuż przy skórze, nierówno poułamywane, przerzedzone włosy, zniszczone grzybem.
Postać głęboka grzybicy strzygącej występuje najczęściej na głowie dziecka lub na skórze brody u mężczyzny. Wywołuje ona ostry stan zapalny z tworzeniem się bolesnych guzków różnej wielkości. Przy ich ucisku wydziela się treść ropna. Na miejscu tych zmian włosy ulegają zniszczeniu i dlatego po wygojeniu powstają trwałe wyłysienia i blizny.
Po okresie pokwitania zdarzają się przypadki samowyleczenia bez pozostawienia blizny.

## Patologia
Grzybica skóry owłosionej głowy rozwija się, gdy inokulum od innej osoby lub zwierzęcia dostanie się na odsłoniętą rogową warstwę skóry głowy. Przyczyną takiego uszkodzenia naskórka może być uraz skóry głowy, ciasne oplatanie włosów lub stylizacja włosów za pomocą zainfekowanych tym patogenem narzędzi. Ogólnie rzecz biorąc, rozprzestrzenianie się grzybów jest ułatwione przez ubóstwo, złą higienę i przeludnienie. Gdy grzyb wejdzie w warstwę rogową naskórka, nadal atakuje naskórek, następnie wnika do mieszka włosowego, penetruje łodygę włosa i rośnie na całej długości włosa. Strzępki rosną dystalnie, aż osiągną górną granicę strefy keratynizacji, gdzie trzon włosa jądrzastego całkowicie rogowacieje i przekształca się w twardą, pozbawioną jąder keratynę. Końcowy koniec rosnącej strzępki tworzy pierścień (tzw. grzywka Adamsona). strzępki grzyba nadal rosną, wyrastają nad powierzchnię włosa i wytwarzają artrokonidia. Ostatecznie z powodu sił mechanicznych (wzrost grzyba) i wytwarzanego przez niego enzymu keratynaza wszystkie chore mieszki włosowe słabną, a włosy odpadają na wysokości 1–2 mm nad skórą (stąd nazwa grzybica strzygąca). Pozostałe włosy mają charakterystyczny ciemnoszary wygląd dzięki grzywce Adamsona.

## Leczenie
Pomimo dostępności nowszych leków przeciwgrzybiczych, leczenie grzybicy owłosionej skóry głowy pozostaje wyzwaniem. Konieczna jest ogólnoustrojowa terapia przeciwgrzybicza. W USA jedynym zatwierdzonym do niej lekiem jest gryzeofulfina. Chociaż terapia gryzeofulwiną jest zwykle dobrze tolerowana, lek może powodować żołądkowo-jelitowe działania niepożądane i musi być podawany przez kilka tygodni, co może utrudniać skuteczne leczenie małych dzieci. Naukowcy zgłaszali również obawy dotyczące pojawienia się tolerancji klinicznej na gryzeofulwinę. W niedawnym badaniu początkowy odsetek odpowiedzi na leczenie gryzeofulwiną w zalecanej dawce 11 mg/kg/dobę wynosił tylko 52,2% pod koniec 6 tygodnia terapii i 57,0% pod koniec 10 tygodnia. Flukonazol w dawce 6 mg/kg/dobę podawany przez 6 tygodni nie przyniósł znacząco lepszych wyników. W praktyce klinicznej stosuje się obecnie dawki gryzeofulwiny do 20 mg/kg/dzień przez 8 tygodni.